# 佩德罗萨德拉韦加
佩德罗萨德拉韦加，是西班牙卡斯蒂利亚-莱昂帕伦西亚省的一个市镇。 总面积21平方公里，总人口376人（2001年），人口密度18人/平方公里。